# Gilles Servat en public
Albums de Gilles Servat
Hommage à René Guy Cadou
(1980) Je ne hurlerai pas avec les loups
(1982)
 Gilles Servat en public est le premier album en public de Gilles Servat, paru en 1981 chez Phonogram. Ce 33 tours n’a jamais été réédité en CD. Il a été enregistré au Théâtre de Boulogne-Billancourt en avril 1981.

## Titres de l'album
1. Intro
2. L’Hirondelle (Gilles Servat)
3. L'adieu au jardin (Gilles Servat)
4. Ken pell zo da c'hortoz (Gilles Servat)
5. Ile De Groix (Michelle Le Poder / Gilles Servat)
6. Liberté couleur des feuilles (Gilles Servat)
7. Désertion ( Gilles Servat)
8. Le jour n'est pas la vérité (Gilles Servat)
9. Lettre aux amis prisonniers (Gilles Servat)
10. Demain (Gilles Servat)